# Kyoto Katsuki
Kiyoto Katsuki, né le 25 septembre 1954, est un judoka japonais. 
Il est sacré champion du monde en 1979 à Paris en catégorie des moins de 71 kg.